# Fåborgs kommun
Fåborgs kommun var en kommun i Fyns amt i Danmark. Kommunen hade drygt 17 000 invånare och en yta på 227,48 km². Fåborg var centralort.
Den 1 januari 2007 slogs kommunen samman med Broby, Ringe och Ryslinge kommun i samband med den danska kommunreformen 2007. Den nya kommunen heter Fåborg-Midtfyns kommun.
Falkenberg är vänort till kommunen.